# بورسووکا
بورسووکا (به لهستانی:  Borysówka) یک روستا در لهستان است که در گمینا خاینووکا واقع شده‌است.